# Zackenberg
Die Einöde Zackenberg ist ein Ortsteil des Marktes Mitterfels im niederbayerischen Landkreis Straubing-Bogen. Sie liegt 700 Meter westlich des Ortskerns von Mitterfels und westlich abseits der Staatsstraße 2140.

## Einwohnerentwicklung
- 1838: 00 6 Einwohner[2]
- 1860: 0 10 Einwohner[3]
- 1871: 00 4 Einwohner[4]
- 1875: 00 5 Einwohner[5]
- 1885: 00 8 Einwohner[6]
- 1900: 00 8 Einwohner[7]
- 1913: 00 8 Einwohner[8]
- 1925: 00 5 Einwohner[9]
- 1950: 00 6 Einwohner[10]
- 1961: 00 9 Einwohner[11]
- 1970: 0 11 Einwohner[12]
- 1987: 00 6 Einwohner[1]